# Kariatebike
Kariatebike ist ein Ort im Osten des Abemama-Atolls in den zum Inselstaat Kiribati gehörenden Gilbertinseln im Pazifischen Ozean. 2020 hatte der Ort 383 Einwohner.

## Geographie
Kariatebike befindet sich auf der langgestreckten Hauptinsel des Atolls Abemama, die dessen östlichen Riffsaum bildet. Der Ort liegt zusammen mit dem Ortsteil Binoinano zwischen Tabontebike im Norden und Bangotantekabaia im Süden etwa in der Mitte der Hauptinsel an einem Kanal, der diese durchschneidet und auf einem Damm überquert werden kann. Etwa 500 Meter weiter südlich befindet sich das Catholic Chevalier College. Im Ort gibt es ein Versammlungshaus, mit welchem die „UK Declaration of Gilberts Protectorate 1892“ verbunden ist, ein Büro und ein Gästehaus der Regierung, sowie das Grab von King Binoka.

## Klima
Das Klima ist tropisch heiß, wird jedoch von ständig wehenden Winden gemäßigt. Ebenso wie die anderen Orte des Abemama-Atolls wird Kariatebike gelegentlich von Zyklonen heimgesucht.